# الطهاهرة (نكا)
الطهاهرة هي إحدى مشيخات المملكة المغربية، تتبع جغرافيا لإقليم آسفي وإداريًا لنكا. يقدر عدد سكانها بـ 2911 نسمة حسب الإحصاء الرسمي للسكان والسكنى لسنة 2004.